# Sachsenhausen (Wertheim)
Sachsenhausen (ⓘ) ist eine Ortschaft von Wertheim im Main-Tauber-Kreis in Baden-Württemberg. Der Ort hat etwa 520 Einwohner.

## Geographie

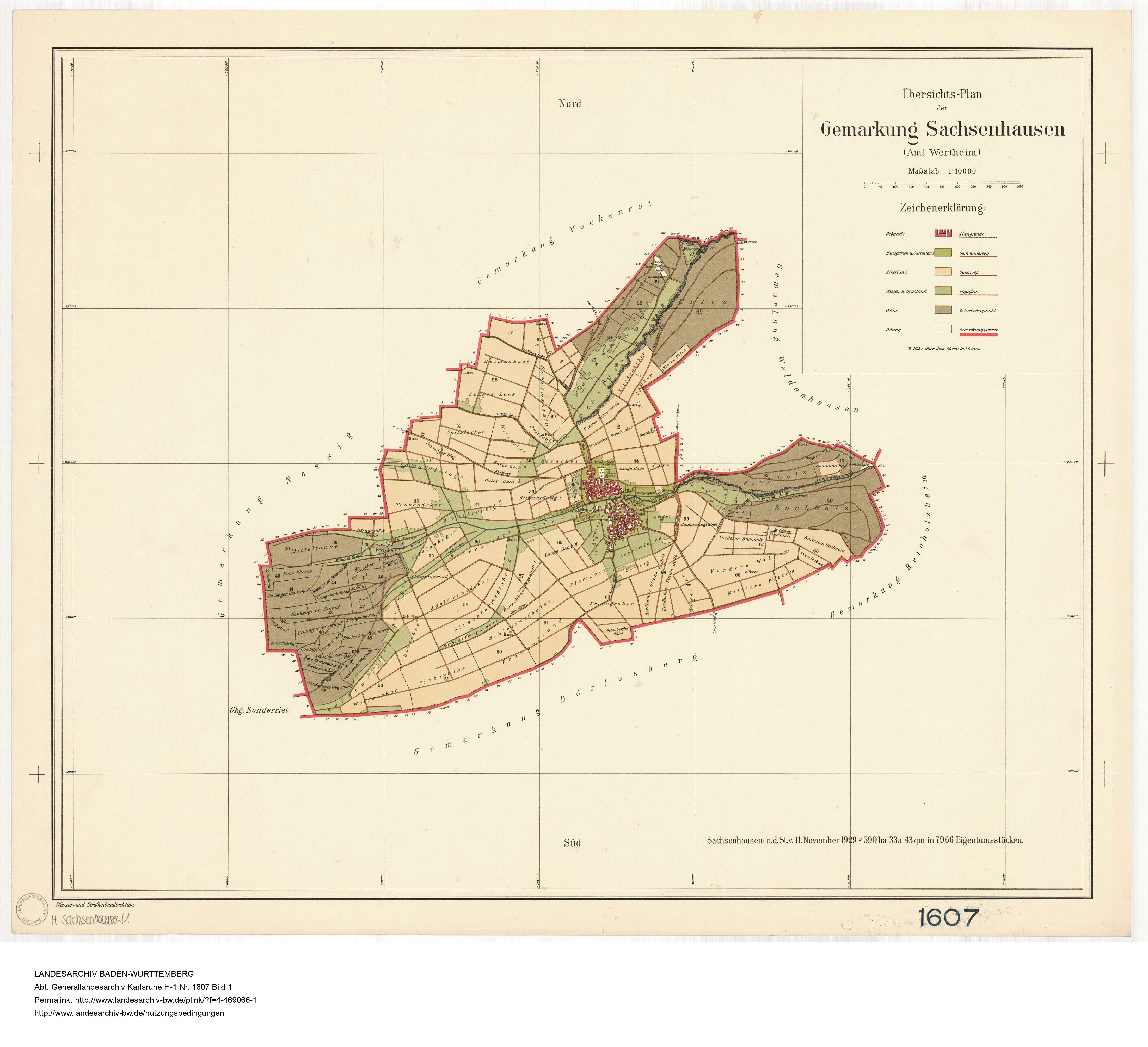
Gemarkung von Sachsenhausen, 1929

Sachsenhausen liegt auf einer Höhe von 305 m. Zur Gemarkung der ehemaligen Gemeinde Sachsenhausen gehören das Dorf Sachsenhausen (⊙) und der Wohnplatz Am Kirchenweg (⊙). Nachbarorte sind Nassig, Vockenrot, Waldenhausen, Reicholzheim, Dörlesberg und Sonderriet, die alle auch zu Wertheim gehören.

## Geschichte
Die erste urkundliche Erwähnung des Ortes ist auf das Jahr 1178 datiert. Im Jahr 1297 wurde eine eigenständige Pfarrei errichtet, 1526 wurde das Dorf evangelisch. Am Ende des Dreißigjährigen Krieges 1649 zählte Sachsenhausen nur 12 Männer und 16 Frauen.
Die heutige Kirche wurde 1879 eingeweiht und das Schulhaus 1906 erbaut. Am 1. Dezember 1972 wurde Sachsenhausen in die Stadt Wertheim eingemeindet. Im Jahr 1983 wurde die Schule geschlossen. Der 1991 eingeweihte Kindergarten befindet sich im alten Schulgebäude.

## Kultur und Sehenswürdigkeiten

### Kulturdenkmale
Prägend für das Ortsbild ist der hoch über das Dorf hinaus ragende gotische Kirchturm.

### Rad- und Wanderwege
Sachsenhausen liegt am Radweg Liebliches Taubertal – der Sportive.